# Jim McNeillage
Jim K. McNeillage (* um 1945) ist ein schottischer Badmintonspieler. 

## Karriere
Jim McNeillage gewann 1968 die Irish Open im Herrendoppel mit Ian Hume. Mit ihm siegte er auch bei den nationalen Titelkämpfen 1969 und den East of Scotland Championships 1968. 1970 nahm er an den British Commonwealth Games teil.

## Sportliche Erfolge
| Saison | Veranstaltung                     | Disziplin    | Platz | Name                        |
| ------ | --------------------------------- | ------------ | ----- | --------------------------- |
| 1968   | Irish Open                        | Herrendoppel | 1     | Ian Hume / J. K. Neillage   |
| 1968   | East of Scotland Championships    | Herrendoppel | 1     | Ian Hume / J. K. Neillage   |
| 1969   | Schottland: Einzelmeisterschaften | Herrendoppel | 1     | Ian Hume / J. K. McNeillage |